# Ağbulaq (İsmayıllı)
Ağbulaq è un comune dell'Azerbaigian situato nel distretto di İsmayıllı. Conta una popolazione di 372 abitanti.